# Пивоварова, Татьяна Леонидовна
Татьяна Леонидовна Пивоварова (24 мая 1924 — 16 февраля 2013) — советская и российская актриса театра и кино.

## Биография
Татьяна Пивоварова родилась 24 мая 1924 года в Ташкенте. В 1948 году закончила студию при театре имени Моссовета. После окончания студии работала в том же театре, а затем — в театре ЦДКЖ. С 1952 года вошла в труппу театра Советской Армии (с 1993 года — Центральный академический театр Российской армии). В 1958 году окончила ГИТИС им. А. В. Луначарского. С небольшими перерывами проработала в театре Советской Армии более 50 лет, сыграв несколько десятков ролей. 
Умерла 16 февраля 2013 года на 89-м году жизни в Москве в госпитале им. Н. Н. Бурденко.

## Творчество

### Работы в театре
- «Мастерица варить кашу» — Надя
- «Весенний поток» — Зоя
- «Не было ни гроша, да вдруг алтын» — Настя
- «Лётчики» — Ольга Николаевна
- «Воевода» — Марья
- «Москва, Кремль» — Таня Ханаева
- «Фабричная девчонка» — Надюша
- «Океан» — Лёля
- «Свет далёкой звезды» — Лена
- «Камешки на ладони» — Грета
- «Самая короткая ночь» — Наташа
- «Влюблённый лев» — Нора
- «Расстояние в 30 дней» — Певица
- «Усвятские шлемоносцы» — Валентина
- «Деревья умирают стоя» — Хеновева

### Фильмография
1. 1965 — Дети Дон Кихота — работница ЗАГСа
2. 1981 — Следствие ведут ЗнаТоКи. Из жизни фруктов — член городского комитета народного контроля
3. 1982 — Солнечный ветер — Анна Леонидовна, мать Мити
4. 1983 — Хозяйка детского дома — народный заседатель
5. 1987 — Следствие ведут ЗнаТоКи. Бумеранг — Анна Львовна, тёща Барсукова
6. 1989 — Следствие ведут ЗнаТоКи. Мафия — соседка Снегирёва